# 街角
『街角』（まちかど）は、NHK総合テレビジョン「土曜ドラマ」で1993年10月23日から11月6日まで放送されたテレビドラマ。全3回。第9回文化庁芸術作品賞受賞。

## 概要
若い写真家が試行錯誤する姿を通じて、人生とは何かを問いかける。
オーディションで選抜した新人俳優を大胆に起用し、全編ドキュメンタリータッチで描いた異色のドラマ。内野聖陽のテレビドラマ初出演作。

## キャスト
- 森真喜 - 長田江身子
- 福田遊子 - 内野聖陽

通称「ユウシ」
- 信太昌之
- 静子 - 嘉手納真夕
- 小南知明 - 宇津木真
- 大西みつぐ
- 磯崎香織 - 菅野美穂
- 上原耕二 - 高場隆義
- まゆ - 中村栄美子
- 小野晋
- 長谷川晃良
- 山本耕平
- 天野真由美
- 立花一男

## スタッフ
- 脚本 - 田向正健
- 演出 - 富沢正幸
- 音楽 - 毛利蔵人

## サブタイトル
1. ナンパ
2. 覗く青年
3. 開いた扉